# Hans-Dieter Koch (Fußballspieler)
Hans-Dieter Koch (* 19. April 1944; † 22. April 2017) war ein deutscher Fußballspieler. Der Abwehrspieler absolvierte von 1967 bis 1970 beim VfB Stuttgart zwölf Spiele in der Fußball-Bundesliga.
Von der Jugend der Sportgemeinschaft 07 Untertürkheim kam Koch zum VfB Stuttgart. Zur Runde 1967/68 wurde er wie auch Günter Eisele und Manfred Weidmann von den VfB-Amateuren zum Kader der Lizenzspieler übernommen. Von der VfB-Jugend wurden gleichzeitig Gerhard Heinze und Roland Weidle in den Ligakader von Trainer Gunther Baumann delegiert. Am 6. April 1968 kam der Abwehrspieler am 29. Spieltag der Saison 1967/68 in der Startelf des VfB Stuttgart beim Auswärtsspiel gegen Hannover 96 zu seinem Debüt in der Bundesliga. Sein Heimdebüt hatte der vormalige Amateur einen Tag nach seinem 24. Geburtstag, den 20. April, vor 45.000 Zuschauern gegen den FC Bayern München. Er hatte die Aufgabe den Bayern-Goalgetter Gerd Müller an die Kette zu legen und Heinze debütierte im Tor. Dem VfB gelang ein klarer 3:0-Heimerfolg. „Der junge Koch lieferte dabei gegen den späteren ‚Bomber der Nation‘ eine derart überragende Partie, dass der Torjäger schier verzweifelte.“ Hans-Dieter Koch war auch in den verbleibenden Saisonspielen über die volle Spielzeit für den VfB im Einsatz und kam somit auf insgesamt sechs Saisoneinsätze. In der folgenden Saison absolvierte Koch vier Bundesligaspiele, in denen er jeweils eingewechselt wurde. Sein zweiter Einsatz in der Saison 1969/70 am 26. Spieltag gegen den Hamburger SV war Hans-Dieter Kochs letzter Bundesligaeinsatz. Er ließ sich im Sommer 1970 reamateurisieren und kehrte in das Amateurlager zurück.